# Saint-Priest-d'Andelot
Saint-Priest-d'Andelot è un comune francese di 142 abitanti situato nel dipartimento dell'Allier della regione dell'Alvernia-Rodano-Alpi.

## Società

### Evoluzione demografica
Abitanti censiti